# Meleoma carapana
Meleoma carapana är en insektsart som beskrevs av Adams 1969. Meleoma carapana ingår i släktet Meleoma och familjen guldögonsländor. Inga underarter finns listade i Catalogue of Life.